# Edoardo VII principe di Galles
Edoardo VII principe di Galles (Edward the Seventh) è una serie televisiva britannica in 13 episodi trasmessi per la prima volta nel corso di una sola stagione nel 1975. La serie è stata trasmessa in Italia dal Secondo Canale dalla RAI nell'estate 1977 con il titolo Edoardo VII Principe di Galles.
È una serie storico-biografica incentrata sulla vita di Edoardo VII del Regno Unito (1841–1910).

## Personaggi e interpreti
- Regina Vittoria (10 episodi, 1975), interpretata da Annette Crosbie.
- Edoardo VII (9 episodi, 1975), interpretato da Timothy West.
- Principessa Alessandra (8 episodi, 1975), interpretata da Helen Ryan.
- Principessa Vicky (7 episodi, 1975), interpretata da Felicity Kendal.
- Charles Carrington (7 episodi, 1975), interpretato da Guy Slater.
- Imperatrice Dagmar (6 episodi, 1975), interpretato da Jane Lapotaire.
- Principe Giorgio (6 episodi, 1975), interpretato da Michael Osborne.
- Kaiser Guglielmo II (5 episodi, 1975), interpretato da Christopher Neame.
- Fritz (5 episodi, 1975), interpretato da Michael Byrne.
- Affie (5 episodi, 1975), interpretato da Ian Gelder.
- W.E. Gladstone (5 episodi, 1975), interpretato da Michael Hordern.
- Francis Knollys (5 episodi, 1975), interpretato da Peter Howell.
- Charlotte Knollys (5 episodi, 1975), interpretata da Barbara Laurenson.
- Principessa May (5 episodi, 1975), interpretata da Judy Loe.
- Principe Alberto (4 episodi, 1975), interpretato da Robert Hardy.
- Alice Keppel (4 episodi, 1975), interpretata da Moira Redmond.
- Principessa Toria (4 episodi, 1975), interpretata da Madeleine Cannon.
- Principessa Maud (4 episodi, 1975), interpretata da Rosalyn Elvin.
- Helena (4 episodi, 1975), interpretata da Deborah Makepeace.
- Principessa Louise (4 episodi, 1975), interpretata da Vanessa Miles.
- Lord Palmerston (4 episodi, 1975), interpretato da André Morell.
- Alice (4 episodi, 1975), interpretata da Shirley Steedman.
- Colonnello Bruce (3 episodi, 1975), interpretato da Harry Andrews.
- Zar Nicola II (3 episodi, 1975), interpretato da Michael Billington.
- A.J. Balfour (3 episodi, 1975), interpretato da Lyndon Brook.
- Regina Luisa di Danimarca (3 episodi, 1975), interpretata da Kathleen Byron.
- Luis de Soveral (3 episodi, 1975), interpretato da Edward de Souza.
- Cristiano IX (3 episodi, 1975), interpretato da Anthony Douse.
- John Brown (3 episodi, 1975), interpretato da William Dysart.
- Giorgio I di Grecia (3 episodi, 1975), interpretato da Paul Greenhalgh.
- Lord Esher (3 episodi, 1975), interpretato da Basil Hoskins.
- Duchessa di Kent (3 episodi, 1975), interpretata da Alison Leggatt.
- Frederick Ponsonby (3 episodi, 1975), interpretato da Denis Lill.
- Oliver Montagu (3 episodi, 1975), interpretato da John Normington.
- Zar Alexander III (3 episodi, 1975), interpretato da Bruce Purchase.
- Sir Ernest Cassel (3 episodi, 1975), interpretato da Robert Robinson.
- Edoardo da ragazzo (3 episodi, 1975), interpretato da Charles Sturridge.
- Lord Salisbury (3 episodi, 1975), interpretato da Richard Vernon.
- Benjamin Disraeli (2 episodi, 1975), interpretato da John Gielgud

## Produzione
La serie fu prodotta da Associated Television (ATV) Le musiche furono composte da Cyril Ornadel. Il regista è John Gorrie (13 episodi).

### Sceneggiatori
Tra gli sceneggiatori sono accreditati:
- David Butler in 9 episodi (1975)
- John Gorrie in 4 episodi (1975)
- Philip Magnus in 2 episodi (1975)

## Distribuzione
La serie fu trasmessa nel Regno Unito dal 1º aprile 1975 al 1º luglio 1975 sulla rete televisiva Independent Television. In Italia è stata trasmessa con il titolo Edoardo VII principe di Galles.
Alcune delle uscite internazionali sono state:
- nel Regno Unito il 1º aprile 1975 (Edward the Seventh)
- in Belgio il 9 febbraio 1976
- in Germania Ovest il 28 settembre 1976
- nei Paesi Bassi il 18 gennaio 1977
- negli Stati Uniti il 1979 (Edward the King)
- in Finlandia (Edward VII)
- in Australia (Edward the 7th)
- in Italia (Edoardo VII principe di Galles)

## Episodi
| Stagione       | Episodi | Prima TV Regno Unito |
| -------------- | ------- | -------------------- |
| Prima stagione | 13      | 1975                 |

## Curiosità
- Apparizione di un barbuto Micheal Billington nel ruolo dello Zar Nicola II di Russia, già noto in Italia nella serie UFO.
- Doppia titolazione di coda nell'edizione italiana, originale e in Italiano.
- La sigla ricorda molto il tema della premiazione nella colonna sonora di Guerre stellari.